# وينفريد لورانس
وينفريد لورانس (بالإنجليزية: Winifred Lawrence) هي مدربة سباحة ‏ نيوزيلندية، ولدت في 6 يناير 1920 في دنيدن في نيوزيلندا، وتوفيت في 22 ديسمبر 2006 في أوكلاند في نيوزيلندا.